# Antanina Abramawa
Antanina Iwanauna Abramawa (biał. Антаніна Іванаўна Абрамава, ros. Антонина Ивановна Абрамова, Antonina Iwanowna Abramowa; ur. 1 marca 1926 w Kanskim) – białoruska artystka zajmująca się sztuką użytkową, głównie artykułów gospodarstwa domowego w technice szkła kryształowego. 

## Życiorys
Urodziła się 1 marca (według innych źródeł – 21 marca) 1926 roku we wsi Kanskoje (według innych źródeł – Kapskoje lub Kanskaja), w rejonie dalnierieczenskim okręgu chabarowskiego Kraju Dalekowschodniego Rosyjskiej FSRR, ZSRR. Według jednego ze źródeł ukończyła Moskiewski Instytut Sztuki Użytkowej, inne źródła nie podają jednak tej informacji. W 1953 roku ukończyła Leningradzkiej Wyższej Szkole Artystyczno-Przemysłowej im. W.I. Muchinej. Jej nauczycielami w specjalności byli A.A. Diejnieka i W.A. Faworski, pracą dyplomową – witraż w budynku stacji kolejowej w Wołgogradzie.
Pracę twórczą rozpoczęła w Fabryce im. J. Swierdłowa w obwodzie włodzimierskim Rosyjskiej FSRR, gdzie została skierowana po ukończeniu szkoły. Tam zdobywała doświadczenie w rzemiośle szklanym od starych mistrzów. Od 1953 roku pracowała w Borysowskiej Fabryce Szkła Kryształowego im. Dzierżyńskiego. Od 1959 roku (według innego źródła – w latach 1960–1969) pełniła tam funkcję głównej artystki. Podjęła się wówczas naprawy procesu produkcji borysowskiego szkła, udoskonalając go pod względem artystycznym i organizacyjnym. Wykorzystała do tego celu innowacje technologiczne; w fabryce w Borysowie zaczęto wówczas gotować kolorowy kryształ i kryształ z nakładką, po raz pierwszy przetestowano barwniki ziem rzadkich: cer z tytanem, neodymem, prazeodymem itp.
W swojej twórczości korzysta przeważnie z zimnych technik dekorowania szkła – faset diamentowej i optycznej, piaskowania, wytrawiania. Jako artystka związana z produkcją tworzy próbki artykułów gospodarstwa domowego, wykonuje także dekoracje. Jako pierwsza zastosowała metodę tłoczenia w masowych wyrobach ze szkła. Dużo eksperymentuje nad rozwojem nowych ręcznie ciętych dekorów. Za szczególnie interesujące zostały uznane jej prace w kolorowym krysztale i szkle. Do jej głównych dzieł należą: wazony „Żardinierka”, „Północ”, „Suita białoruska”, „Topaz”, „Lilak”, „Twierdza Brzeska”, „Zwycięstwo”; kompozycje: „Bukiet”, „Jubileuszowe fajerwerki”, „Kwiaty”, zestawy „Jasna pamięć”, „Jubileuszowy”, „Groszek”, „Kaczuszki”, „Taśma matowa”, komplety kieliszków, przybory do dżemu i deseru. Jej prace znajdują się w zbiorach Białoruskiego Związku Artystów i Narodowego Muzeum Sztuki Białorusi.
Od 1955 roku Abramawa brała udział w wystawach w Białoruskiej SRR, na terenie ZSRR, za granicą i na wystawach międzynarodowych. Jej wkład w rozwój Borysowskiej Fabryki Szkła Kryształowego sprawił, że firma zyskała uznanie w kraju i na świecie. Od 1961 roku jej przedstawiciele biorą udział w wystawach w Wietnamie, na Węgrzech, w Polsce, Ghanie, Australii, Bułgarii, Japonii. W 1969 roku zakład zaprezentował swoje produkty na nowo otwartej Wystawie Osiągnięć Gospodarki Narodowej Białorusi i od tego czasu jest jej stałym uczestnikiem.
Antanina Abramawa mieszka w Borysowie. Od 1964 jest członkinią Białoruskiego Związku Artystów.

## Nagrody
- Gramota Pochwalna Rady Najwyższej Białoruskiej SRR[2];
- dwa srebrne medale Wystawy Osiągnięć Gospodarki Narodowej ZSRR[2].